# Ben White
Benjamin William White (ur. 8 października 1997 w Poole) – angielski piłkarz występujący na pozycji obrońcy w angielskim klubie Arsenal oraz w reprezentacji Anglii. W trakcie swojej kariery grał także w takich zespołach jak Brighton & Hove Albion, Newport County, Peterborough United oraz Leeds United.

## Kariera klubowa

### Początki kariery
Urodził się w Poole w hrabstwie Dorset. Swoją karierę rozpoczął w akademii występującego wówczas w Southampton, skąd odszedł w wieku 16 lat. Następnie związał się z Brighton & Hove Albion, gdzie został włączony do drużyny młodzieżowej.

### Brighton & Hove Albion

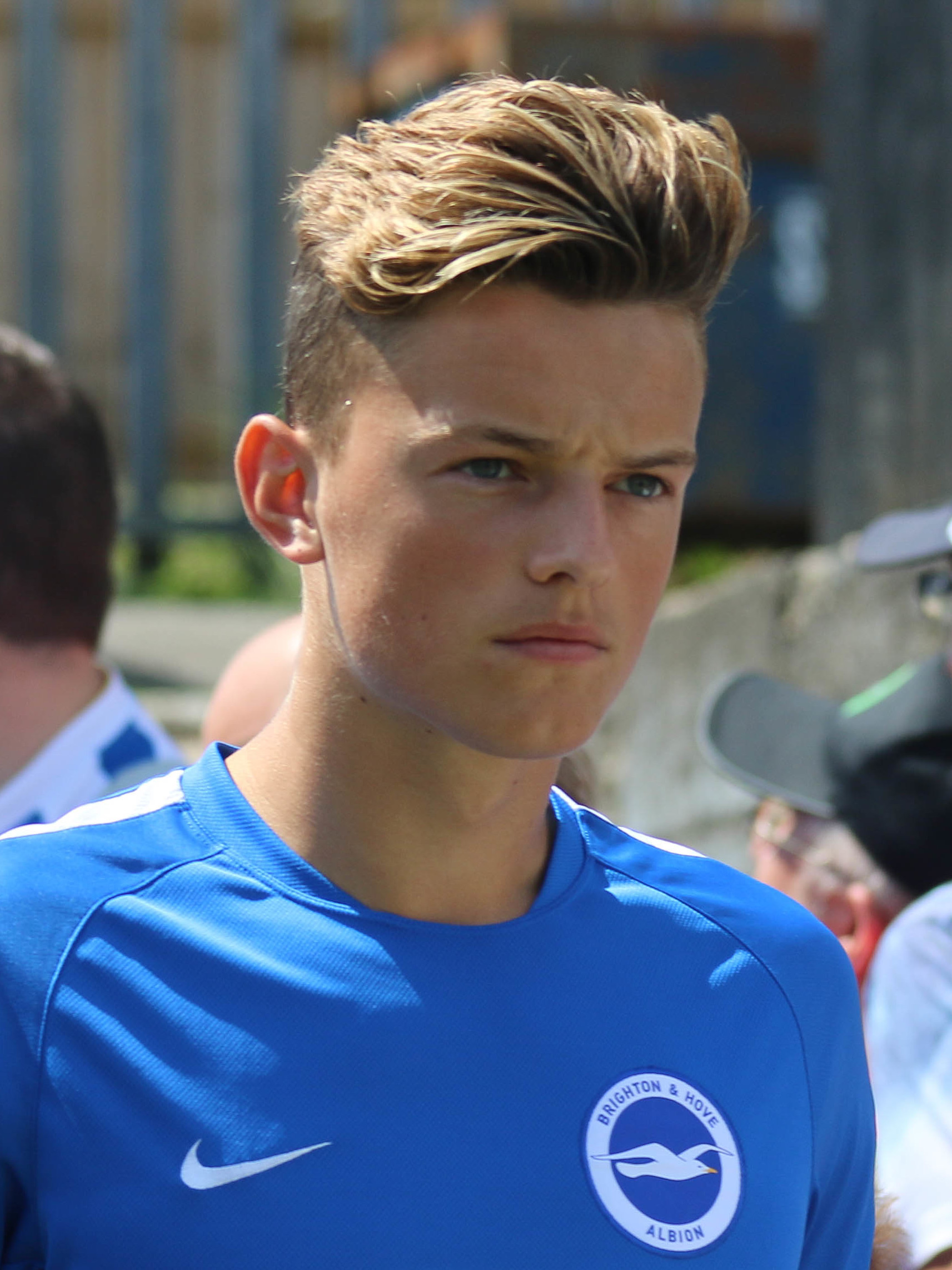
White podczas rozgrzewki w barwach Brighton & Hove Albion w 2015.

Podczas pierwszego meczu sezonu 2016/17, który zakończył się remisem 0:0 z Derby County, White spędził pełne 90 minut na ławce rezerwowych. Swój oficjalny debiut w barwach klubu zaliczył on trzy dni później, 9 sierpnia 2016, rozgrywając cały, wygrany 4:0 mecz Pucharu Ligi Angielskiej z Colchester United. Niemniej trzy kolejne ligowe spotkania, tj. z Nottingham Forest, Rotherham United oraz Reading, spędził jako niewykorzystany rezerwowy. Do gry wrócił 23 sierpnia w kolejnym meczu Pucharu Ligi Angielskiej, w którym Brighton 4:2 pokonało Oxford United. 18 marca 2017 White ponownie spędził na ławce rezerwowych pełne 90 minut, tym razem podczas spotkania z Leeds United.

#### Wypożyczenie do Newport County
1 sierpnia 2017 został na rok wypożyczony do występującego w League Two Newport County, co zostało przez ówczesnego menadżera klubu, Michaela Flynna, określone mianem znaczącego transferu. Swój debiut w barwach klubu zaliczył on tydzień później podczas wygranego 2:0 meczu pierwszej rundy Pucharu Ligi Angielskiej z Southend United. Pierwszy ligowy mecz rozegrał 12 sierpnia, biorąc udział w zremisowanym 1:1 pojedynku z Crewe Alexandra. Z kolei pierwszą bramkę jako gracz Newport zdobył 21 sierpnia, pokonując bramkarza podczas przegranego 1:2 starcia z Barnet. 7 stycznia 2018 White wyszedł w podstawowym składzie na wygrany 2:1 mecz z grającym wówczas w Championship Leeds United, dzięki któremu Newport awansowało do czwartej rundy Pucharu Anglii po raz pierwszy od sezonu 1978/79. W kolejnej rundzie Newport trafiło na Tottenham Hotspur z Premier League i 27 stycznia zmierzyło się z tym rywalem. Spotkanie zakończyło się wynikiem 1:1, a sam White był chwalony za to, jak radził sobie z Harrym Kane’em. 15 marca 2018 White otrzymał od South Wales Argus tytuł gracza roku Newport za sezon 2017/18. Podczas ceremonii przyznania nagrody trener zespołu, Flynn, określił White’a mianem „najlepszego wypożyczenia w historii klubu”.

#### Powrót do Brighton
Wiosną 2018 odrzucił ofertę nowego kontraktu ze strony Brighton i zaczął być łączony z przenosinami do Tottenhamu Hotspur. Ostatecznie jednak w kwietniu 2018 związał się z klubem nową, długoterminową umową. Tuż przed rozpoczęciem sezonu 2018/19 ówczesny menadżer Brighton, Chris Hughton, przyznał, że White będzie czwartym wyborem na pozycji stopera, ustępując takim graczom, jak Lewis Dunk, Shane Duffy i Leon Balogun. W związku z tym White regularnie występował w zespole do lat 23 i 26 listopada 2018 zaliczył trzy asysty w meczu pierwszej dywizji Premier League 2 ze Swansea City, pomagając drużynie przejść od wyniku 0:2 do 3:2. 8 grudnia 2018 usiadł na ławce rezerwowych podczas meczu Premier League z Burnley. Brighton przegrało wówczas 0:1, zaś White nie wszedł na boisko.

#### Wypożyczenie do Peterborough United
3 stycznia 2019 został na pół roku wypożyczony do występującego w League One Peterborough United. Dwa dni później zadebiutował w barwach klubu podczas przegranego 0:5 meczu trzeciej rundy Pucharu Anglii z Middlesbrough. 12 stycznia rozegrał natomiast pierwszy mecz ligowy, zastępując Joe Warda w 88. minucie wygranego 2:1 spotkania z Rochdale. 23 marca 2019 White zdobył swoją pierwszą bramkę w barwach Peterborough, pokonując bramkarza Southend United podczas wygranego 2:0 meczu ligowego. Po raz ostatni jako gracz klubu White wystąpił w wygranym 3:1 spotkaniu z Burton Albion, jednakże z powodu wygranej Doncaster Rovers Peterborough nie zdołało awansować do play-offów o awans. Sam White okres wypożyczenia zakończył z 16 spotkaniami we wszystkich rozgrywkach, w których trakcie zdobył jednego gola.

#### Wypożyczenie do Leeds United
1 lipca 2019 trafił na kolejne wypożyczenie, tym razem wiążąc się z Leeds United do końca sezonu 2019/20. Tego samego dnia podpisał także nowy, obowiązujący do 2022 kontrakt z Brighton. W Leeds zadebiutował podczas wygranego 3:1 spotkania z Bristol City. 4 września White otrzymał od Professional Footballers’ Association nagrodę dla najlepszego gracza sierpnia w Championship. W listopadzie 2019 pojawiły się doniesienia, że White obserwowany jest przez grający w Premier League Liverpool, ale mimo to ówczesny menadżer Brighton, Graham Potter, zapewnił, że White nie zostanie wcześniej ściągnięty z Leeds i po zakończeniu wypożyczenia wróci do klubu. 23 grudnia White głosami czytelników Sky Sports został wybrany najlepszym młodym graczem w Championship. W styczniu 2020 White i jego klubowy kolega, Kalvin Phillips, zaczęli być obserwowani przez selekcjonera reprezentacji Anglii, Garetha Southgate’a. Ostatecznie White wystąpił we wszystkich 46 spotkaniach ligowych i pomógł Leeds w awansie do Premier League. Jedyną bramkę w barwach klubu zdobył podczas wygranego 4:0 meczu z Charltonem Athletic, który został potem wybrany najlepszym golem lipca 2020. Sam White po zakończeniu sezonu otrzymał także nagrodę dla najlepszego młodego gracza Leeds oraz został przez Yorkshire Evening Post nagrodzony tytułem gracza sezonu 2019/20. 8 września 2020 White został wybrany do drużyny sezonu Championship wg PFA.

#### Brighton i sezon 2020/21
Przez kolejne miesiące pojawiło się wiele spekulacji na temat jego przyszłości i mówiono również o trzech odrzuconych ofertach permanentnego transferu ze strony Leeds, ostatecznie jednak sam zawodnik 1 września 2020 podpisał nową, czteroletnią umowę z Brighton. W pierwszej kolejce sezonu 2020/21 White zaliczył ligowy debiut w barwach klubu podczas przegranego 1:3 meczu z Chelsea, w którego trakcie zszedł z boiska z powodu kontuzji. Jednakże w kolejnym ligowym meczu, 20 września, pomógł Brighton zachować czyste konto, a sam klub wygrał 3:0 z Newcastle. 10 stycznia 2021 White wystąpił również w meczu trzeciej rundy Pucharu Anglii, podczas którego Brighton pokonało po serii rzutów karnych jego były klub, Newport County. 3 lutego White wystąpił podczas wygranego 1:0 spotkania ligowego z ówczesnym mistrzem Anglii, Liverpoolem, przyczyniając się do pierwszej wygranej Brighton na Anfield od 1982. 20 kwietnia White został w 92. minucie wyrzucony z boiska, wcześniej jednak pomógł Brighton zremisować 0:0 z Chelsea, co dało klubowi pierwszy w historii punkt zdobyty przeciwko temu rywalowi. 18 maja wziął udział w meczu z Manchesterem City, podczas którego Brighton przeszło od wyniku 0:2 do 3:2 i pokonało klub z Manchesteru po raz pierwszy od 1989. 6 czerwca White został wybrany najlepszym graczem sezonu 2020/21 w Brighton.

### Arsenal
30 lipca 2021 White podpisał długoterminowy kontrakt z Arsenalem. W klubie otrzymał numer 4, który wcześniej należał do Williama Saliby.

## Kariera reprezentacyjna
25 maja 2021 White znalazł się we wstępnym 33-osobowym składzie reprezentacji Anglii na Mistrzostwa Europy 2020, które zostały przeniesione na lato 2021 z powodu pandemii COVID-19. Było to pierwsze powołanie do reprezentacji w karierze White’a. Co prawda był on jednym z siedmiu graczy, który 1 czerwca zostali wyłączeni z kadry na turniej, ale mimo to pozostał w gronie zawodników powołanych na towarzyskie mecze z Austrią i Rumunią. 2 czerwca White oficjalnie zadebiutował w reprezentacji Anglii, zastępując na boisku Jacka Grealisha podczas wygranego 1:0 spotkania z Austrią. W trakcie meczu wybił piłkę z linii bramkowej po strzale Alessandro Schöpfa, zapobiegając w ten sposób remisowi. Tym samym został on piątym w historii graczem Brighton, który wystąpił w angielskiej drużynie narodowej, dokonując tego trzy lata po tym, jak w reprezentacji zagrał kapitan drużyny, Lewis Dunk. 6 czerwca wyszedł w podstawowym składzie i rozegrał pełne 90 minut wygranego 1:0 spotkania z Rumunią. 7 czerwca 2021 został włączony do 26-osobowego składu na Mistrzostwa Europy, zastępując w nim kontuzjowanego Trenta Alexandra-Arnolda.

## Statystyki kariery klubowej
(aktualne na dzień 13 kwietnia 2022)
| Brighton & Hove Albion     | 2016/17            | Championship       | 0   | 0 | 0  | 0 | 2  | 0 | – | – | – | – | 2   | 0 |
| Newport County (wyp.)      | 2017/18            | League Two         | 42  | 1 | 5  | 0 | 2  | 0 | – | – | 2 | 0 | 51  | 1 |
| Brighton & Hove Albion     | 2018/19            | Premier League     | 0   | 0 | 0  | 0 | 0  | 0 | – | – | – | – | 0   | 0 |
| Peterborough United (wyp.) | 2018/19            | League One         | 15  | 1 | 1  | 0 | 0  | 0 | – | – | – | – | 16  | 1 |
| Leeds United (wyp.)        | 2019/20            | Championship       | 46  | 1 | 1  | 0 | 2  | 0 | – | – | – | – | 49  | 1 |
| Brighton & Hove Albion     | 2020/21            | Premier League     | 36  | 0 | 2  | 0 | 1  | 0 | – | – | – | – | 39  | 0 |
| Arsenal                    | 2021/22            | Premier League     | 28  | 0 | 1  | 0 | 4  | 0 | – | – | – | – | 33  | 0 |
| Ogólnie w karierze         | Ogólnie w karierze | Ogólnie w karierze | 167 | 3 | 10 | 0 | 11 | 0 | 0 | 0 | 2 | 0 | 190 | 3 |

## Statystyki kariery reprezentacyjnej
(aktualne na dzień 13 kwietnia 2022)
| Reprezentacja | Rok     |   | Występy | Gole |
| ------------- | ------- | - | ------- | ---- |
| Anglia        | 2021    | 2 | 0       |      |
| Anglia        | 2022    | 2 | 0       |      |
| Ogólnie       | Ogólnie | 4 | 0       |      |

## Sukcesy

### Leeds United
- Mistrzostwo Championship: 2019/20[59]

### Arsenal
- Tarcza Wspólnoty: 2022/2023

### Reprezentacyjne
- Wicemistrzostwo Europy: 2020

### Wyróżnienia
- Gracz miesiąca Championship wg PFA: sierpień 2019[30]
- Gol miesiąca Championship: lipiec 2020[37]
- Drużyna roku wg PFA: Championship 2019/20[40]
- Gracz roku Newport County: 2017/18[15]
- Młody gracz roku Leeds United: 2019/20[38]
- Gracz roku Brighton & Hove Albion: 2020/21[60]